# Suddenly (film)
Suddenly is een Amerikaanse film noir uit 1954 onder regie van Lewis Allen, met in de hoofdrollen Frank Sinatra en Sterling Hayden.
De film is gebaseerd op het korte verhaal "Active Duty" van Richard Sale uit 1943 en gaat over een veteraan uit de Tweede Wereldoorlog die ingehuurd is om de president te vermoorden.
De film was succesvol in de bioscopen en bracht 1,4 miljoen dollar op. Lee Harvey Oswald zou deze film een paar dagen voor de aanslag op John F. Kennedy gezien hebben. Toen Frank Sinatra dit hoorde heeft hij geprobeerd een verbod op deze film te zetten. Toen het verbod was opgeheven was het zo moeilijk om er weer auteursrechten op te krijgen dat de film in het publiek domein viel, wat ertoe leidde dat de film bij een internationaal videopubliek populair werd.

## Verhaal
Een groepje FBI-agenten onder leiding van John Baron inspecteert de huizen in het klein dorpje, Suddenly, in Californië. Over enkele uren zal namelijk de president van de VS per trein naar het dorpje reizen en de agenten controleren of alles veilig is bij het huis van de familie Benson. Daar woont de weduwe, Ellen Benson met haar achtjarige zoon Pidge en haar schoonvader Pop. Hun huis grenst aan het station waar de presidentiële trein zal stoppen. De president zal vervolgens zijn tocht per auto vervolgen naar een vakantiebestemming. De nietsvermoedende Bensons, die wachten op de televisiereparateur, verlenen de agenten toegang. Eenmaal binnen ontpoppen de FBI-agenten zich tot een groepje moordenaars die de bewoners gijzelen. Niet lang daarna arriveren de plaatselijk sheriff, Tod Shaw en een agent van de Secret Service, Dan Carney. Zij zijn de echte beveiligers die vervolgens rechtstreeks in de val lopen. Carney wordt doodgeschoten en Shaw loopt een kogelwond in zijn arm op. Baron waarschuwt Ellen en Pop dat hij Pidge zal doden als ze niet naar hem luisteren. Intussen zetten zijn handlangers een zwaar kaliber geweer bij het raam, vanwaar ze een goed overzicht hebben op het station. Inmiddels arriveert Jud Kelly, die de kapotte televisie van de Bensons komt repareren. Ook hij wordt gegijzeld. Intussen probeert Tod wanhopig een uitweg te vinden. Hij weet dat de moordenaars de gijzelaars zullen doden en hij informeert zachtjes bij Pop over een wapen in huis is. Nadat Baron een van zijn mannen, Cronkin, op verkenning stuurt, probeert Tod op hem in te praten, in een poging om de moordenaar af te leiden. Baron pocht dat hij een half miljoen dollar krijgt om de president te doden, maar dat hij niet weet wie hem betaalt. Intussen is Cronkin aangehouden door de hulpsheriff. Als Cronkin zijn pistool trekt, volgt er een schietpartij waarbij de hulpsheriff wordt gedood. Agenten die op de schietpartij afkomen schieten vervolgens Cronkin dood. Deze gebeurtenis is echter nog onbekend bij Baron als een van de agenten van de Secret Service, op zoek naar Carney, aanbelt. Baron dwingt Ellen om met de agent te praten. Ze weet dat Baron haar zoon en de andere gijzelaars zal doden als ze er niet slaagt overtuigend te zijn. Ze doet haar best en de agent vertrekt zonder argwaan. Als Baron Ellen terugbrengt, probeert Tod de moordenaar uit zijn tent te lokken door hem een psychopaat te noemen. Maar Baron negeert hem. De gijzelaars gaan intussen verder met plannen om te ontsnappen. Pop en Jud proberen een elektriciteitsdraad van de televisie aan een metalen tafel te bevestigen. Als dat is gelukt doet Pop als hij last van zijn hart krijgt. De gijzelnemers laten Pidge medicijnen halen en de jongen ruilt zijn speelgoedpistool voor het echte wapen van Pop dat in de lade bij de medicijnen ligt. Als Pop zijn medicijnen inneemt laat hij expres het glas water vallen. De rechterhand van Baron, Wheeler, stapt in de plas met water en als hij geweer op het tafeltje aanraakt wordt hij geëlektrocuteerd. Voor hij sterft maakt zijn arm nog heftige bewegingen en het geweer wordt daarbij afgevuurd. Het geweervuur alarmeert de politie, die het huis onder vuur neemt. Baron is woedend en schiet Jud dood. Hij slaat Pop, maar wordt dan onder vuur genomen door Pidge. Het schot mist en Baron maakt de jongen onschadelijk. Inmiddels nadert de trein met de president en Baron neemt plaats achter het geweer. Tot zijn verbazing stopt de trein niet en terwijl hij probeert te bedenken wat er is mis gegaan wordt hij doodschoten door Ellen. De gijzeling is over.

## Rolverdeling

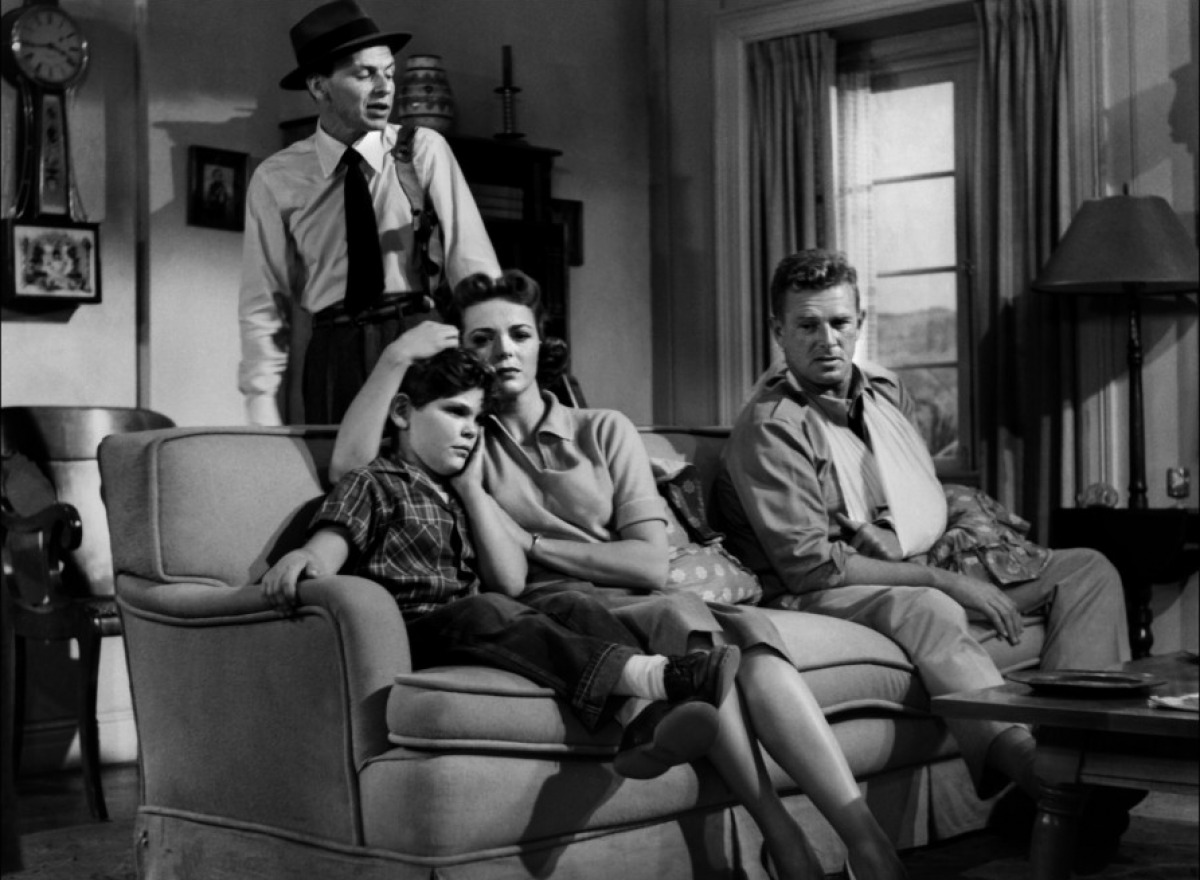
Frank Sinatra, Kim Charney, Nancy Gates en Sterling Hayden

| Acteur                     | Personage     |
| -------------------------- | ------------- |
| Frank Sinatra              | John Baron    |
| Sterling Hayden            | Tod Shaw      |
| Nancy Gates                | Ellen Benson  |
| Kim Charney - Pidge Benson |               |
| James Gleason              | Peter Benson  |
| Paul Frees                 | Benny Conklin |

## Scenario
Schrijver Richard Sale's oorspronkelijk verhaal "Active Duty" uit 1943 speelt in de Tweede Wereldoorlog. Later werkte Sale zijn verhaal om tot een filmscenario waarbij hij de actie verplaatste naar de periode van de oorlog in Korea. Omdat het oorspronkelijke verhaal erg kort was, moest Sale een aantal zaken uitbreiden. Zo had de moeder in het korte verhaal geen verhouding met de sheriff, ze is zelfs niet thuis als de aanslag plaatsvindt. In het korte verhaal werkt haar zoon, Pidge, in de radioreparatiewinkel van zijn grootvader. Pidge is in het korte verhaal verantwoordelijk voor de elektrocutie van de schurken door een radio, via een draad met een geweer te verbinden. Sale baseerde het idee van de president die naar het stadje komt voor een visvakantie op de treinreisjes van president Dwight Eisenhower naar Palm Springs.

## Productie
De productie duurde vier weken. Er werden buitenopnames gemaakt in het stadje Saugus in Californië. De productie was in handen van Libra Productions was Robert Bassler, zijn eerste onafhankelijke productie nadat hij jaren voor Twentieth Century-Fox had gewerkt.

## Inkleuring
Halverwege de jaren tachtig werd besloten om de in zwart-wit geschoten film in te kleuren en uit te brengen op VHS video. De Hal Roach Studios voerden het proces uit in 1986 en kleurden de ogen van Sinatra bruin. Volgens een oude Hollywoodwet heeft de schurk namelijk bruine ogen en de held blauwe. Voor fans van Sinatra was het belachelijk dat de man die nota bene de bijnaam 'old blue eyes' had, plotseling met bruingekleurde kijkers rondliep. Het euvel werd hersteld in 2009, toen de film op DVD werd uitgebracht door Legend Films. Behalve de originele zwart-wit versie bevat de film de ingekleurde versie. Sinatra heeft hier weer zijn blauwe ogen terug

## Sinatra en Lee Harvey Oswald

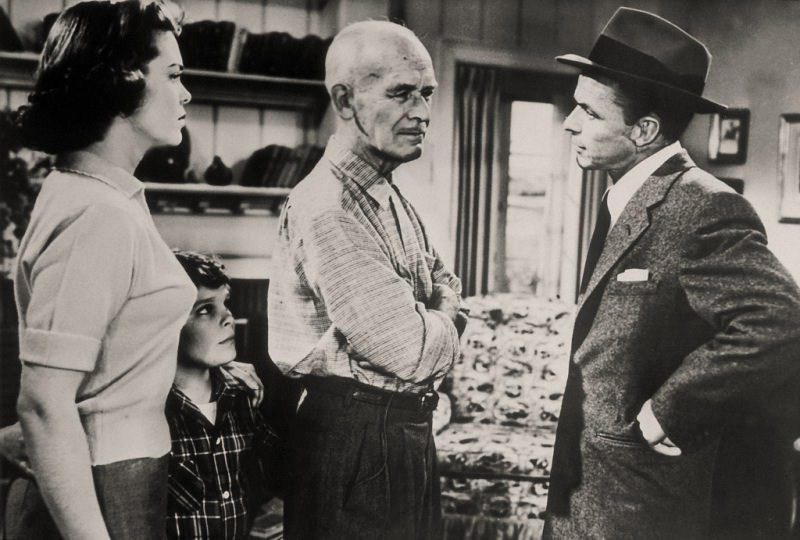
Nancy Gates, Kim Charney, James Gleason & Frank Sinatra

Op 22 november 1963 wordt President John F. Kennedy op Dealy Plaza in Dallas dodelijk getroffen door geweervuur. Nog dezelfde dag arresteren politieagenten de vermeende moordenaar, Lee Harvey Oswald. Twee dagen later wordt ook Oswald doodgeschoten door nachtclubeigenaar Jack Ruby. Na de moord ontstaat een controverse over Oswald. Nog altijd betwijfelen miljoenen Amerikanen dat hij de moordenaar was. De moordaanslag op Kennedy vertoont grote overeenkomsten met de moordaanslag in Suddenly. In beide gevallen is er sprake van moordenaar met een achtergrond als sluipschutter in het leger. De moord op Kennedy werd uitgevoerd door een sluipschutter die met een telescoopgeweer vanaf het raam van een hoger gelegen gebouw op zijn doelwit schoot. Ook in Suddenly is er sprake van een sluipschutter met een telescoopgeweer die gezeten van achter een raam op zijn doelwit schiet. Het is mogelijk dat Oswald Suddenly heeft gezien. In de winter van 1954-1955, toen de film twee maanden in de bioscopen van New Orleans werd vertoond, woonde Oswald in deze stad. Hij was vijftien jaar en geïnteresseerd in films. Er is echter geen enkel bewijs dat de vermeende moordenaar van Kennedy de film toen daadwerkelijk heeft gezien. Net zoals het de vraag is of hij een maand voor de moord de film op televisie heeft gezien. De film die Oswald wel zeg op die avond, was We Were Strangers, een film over een groep opstandelingen die een politieke aanslag op Cuba pleegt. Oswald zag de film twee keer die avond en was er volgens zijn vrouw, Marina, erg enthousiast over. Zoals bij meer zaken rond de persoon Oswald ontstond het verhaal dat Oswald twee films had gezien over een politieke moordaanslag, We Were Strangers en Suddenly. Het was met name Vincent Bugliosi die in zijn boek Reclaiming History uit 2007 dit vermoeden als feit presenteerde. Of Oswald de film gezien heeft, blijft de vraag. In ieder geval was Sinatra onaangenaam getroffen door de overeenkomsten tussen Suddenly en de moordaanslag op Kennedy. Sinatra had ook in 1962 (een jaar voor de moord) The Manchurian Candidate gemaakt. Ook in deze film speelt hij een oud-soldaat die als sluipschutter een aanslag pleegt op een presidentskandidaat. Het is de vraag of het Sinatra was die er op stond dat Suddenly en The Manchurian Candidate verboden werden. Zijn familie heeft dat altijd ontkend en het is ook de vraag of Sinatra in staat was een verbod af te dwingen. Het lijkt er meer op dat de eigenaren van de film het verbod hebben afgekondigd, bang om te worden geassocieerd met de moordaanslag op Kennedy. In ieder geval ontstond de hardnekkige mythe dat Sinatra verantwoordelijk was voor het verbod. Wat wel staat, is dat de film inderdaad niet meer vertoond mocht worden na november 1963. Dit leidde ertoe dat op zeker moment de auteursrechten vervielen en de film in het publieke domein kwam.